# Oreské (okres Skalica)
Oreské (maďarsky Kisdiós, do roku 1907 Oreszkó) je obec na Slovensku v okrese Skalica. Žije v ní 387 obyvatel. První písemná zmínka o vesnici pochází z roku 1392. Obec je od okresního města Skalice vzdálená devět kilometrů.

## Pamětihodnosti
- V obci stojí kostel svatého Medarda.[4][5]
- Koryto potoka Chvojnica je chráněno jako stejnojmenná přírodní památka.